# 가나모리 히로오

가나모리 히로오

가나모리 히로오(일본어: 金森博雄 1936년 10월 17일~)는 일본의 지진학자이다. 도쿄 대학에서 박사 학위를 취득했으며, 현재 캘리포니아 공과대학교의 명예 교수이다. 지진 발생의 물리학이나 지진을 일으키는 구조론을 연구하고 있다. 특히 단층운동에 의한 마찰이나 용해의 연구에 공헌하고 있다. 또, 지진의 크기를 나타내는 방법을 연구해, 1979년에 모멘트 규모를 고안했다. 기쿠치 마사유키 등과의 진원이나 단층 파괴 과정의 연구로도 알려져 있다